# Karin Thaler

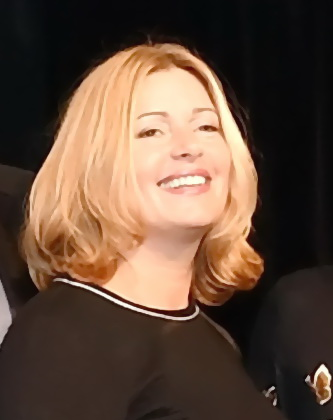
Karin Thaler, 2017

Karin Thaler (* 12. Juni 1965 in Deggendorf) ist eine deutsche Schauspielerin.

## Karriere
Karin Thaler spielte bisher in zahlreichen deutschen Fernsehfilmen und Serien mit. 1986 hatte sie mit Gundas Vater ihr Fernsehdebüt. Seit 1987 konnte man Thaler auch in diversen Rollen an verschiedenen Theatern sehen. Ihr erster Kinofilm, Das schreckliche Mädchen, erhielt 1991 eine Oscar-Nominierung.
Thaler gehört seit Beginn der ersten Staffel zur Stammbesetzung der ZDF-Serie Die Rosenheim-Cops. Ebenfalls ab Beginn der Serie im Jahr 2011 bis zu ihrem Ausstieg 2017 war sie Hauptdarstellerin in der Serie Hubert und Staller im Ersten. Für das ZDF war sie außerdem in mehreren Staffeln der Familienserie Unser Charly als Inka Lenz, Ehefrau des von Frank Behnke gespielten Achim Lenz, zu sehen.
Karin Thaler ist seit 1997 mit dem Musiker Milos Malesevic verheiratet. Das Paar lebt in Unterföhring bei München.

## Filmografie (Auswahl)
- 1986: Gundas Vater
- 1987: Es geigt sich was
- 1987: Michas Flucht
- 1987: Derrick (Folge: Nachtstreife)
- 1988: Praxis Bülowbogen (Folge: Schwarze Nelke)
- 1988–1989: Büro, Büro (TV-Comedy)
- 1989: Die Schwarzwaldklinik (2 Folgen)
- 1990: Das schreckliche Mädchen
- 1990–2008: Der Landarzt (27 Folgen)
- 1991: Die Männer vom K3 (Folge: Narkose fürs Jenseits)
- 1992: Im Schatten der Gipfel
- 1992: Ein Engel für Felix
- 1993–1996: Ein Bayer auf Rügen (26 Folgen)
- 1993: Der Komödienstadel (Folge: Die Kartenlegerin)
- 1993: Hochwürden erbt das Paradies
- 1994: Intimfeinde (Folge: Auch Erben will gelernt sein)
- 1994: Das Traumschiff (Folge 24: Dubai)
- 1994–1995: Lutz & Hardy (17 Folgen)
- 1995: Weißblaue Geschichten (Folge: Der letzte Wille)
- 1995–1997: Der Bergdoktor  (3 Folgen)
- 1996: Klinik unter Palmen (3 Folgen)
- 1996–2000: St. Angela
- 1997: Unser kleiner Engel
- 1997: Dr. Stefan Frank – Der Arzt, dem die Frauen vertrauen
- 1998: Der Bulle von Tölz: Der Mistgabelmord (Fernsehserie)
- 1999–2002: Wilder Kaiser (Fernsehserie)
- 1999–2008: Unser Charly (44 Folgen)
- 2002: Ein Hund für alle Fälle
- seit 2002: Die Rosenheim-Cops (als „Marie Hofer“)
- 2003: Das Traumschiff – Südsee (Fernsehserie)
- 2005: Rosamunde Pilcher – Vermächtnis der Liebe
- 2006: Um Himmels Willen (Fernsehserie)
- 2006: Die Landärztin – Diagnose Tollwut (Fernsehserie)
- 2008: Der Bulle von Tölz: Das Ende aller Sitten (Fernsehserie)
- 2008: Tischlein deck dich (ARD-Märchenfilmreihe Sechs auf einen Streich)
- 2008: Wenn Träume fliegen
- 2008: Der Bergdoktor
- 2009: Mein Nachbar, sein Dackel & ich
- 2009: Baby frei Haus
- 2010: Vincent will Meer (Fernsehfilm)
- 2010: Gräfliches Roulette
- 2011: Stankowskis Millionen
- 2011–2017: Hubert und Staller (Fernsehserie)
- 2012: Heimkehr mit Hindernissen
- 2016: Unter Wölfen
- 2016: Die Chefin (Folge: Ein ehrenwertes Haus)
- 2017: SOKO Donau – Die Entscheidung
- 2017: Dieses bescheuerte Herz
- 2018: Venus im vierten Haus
- 2018: SOKO München – So wie du bist
- 2019: Rosamunde Pilcher – Die Braut meines Bruders

## Auszeichnungen
- 1987: Goldener Gong für Gundas Vater